# 't Schulten Hues
't Schulten Hues là một nhà hàng ở Zutphen, Hà Lan. Đây là một nhà hàng ăn uống cao cấp đã được trao tặng một sao Michelin trong giai đoạn từ năm 2005 đến nay.
GaultMillau đã trao cho nhà hàng 16 trên 20 điểm.
Bếp trưởng của 't Schulten Hues là Peter Gast.
Gast và vợ Jacqueline van Liere mở nhà hàng vào tháng 9 năm 2002. Ban đầu, nhà hàng nằm ở Houtmarkt, nhưng đã chuyển đến một địa điểm lớn hơn tại 's-Gravenhof vào năm 2007.

## Sách
Vào năm 2010, Schulten Hues đã giới thiệu một cuốn sách có tên "Portfolio XL" với kích thước khá đặc biệt: 0,5 mét x 0,7 mét.